# 矇混對齒蘚
矇混對齒蘚（学名：Didymodon fallax）为叢蘚科對齒蘚屬下的一个种。